# Astor (Floride)
Pour les articles homonymes, voir Astor.
Astor est une census-designated place située dans le comté de Lake dans l’État de Floride, aux États-Unis.

## Démographie
| 2000  | 2010  | - | - | - | - |
| ----- | ----- | - | - | - | - |
| 1 487 | 1 556 | - | - | - | - |